# Kintner-Nunatak
Der Kintner-Nunatak ist ein 1450 m hoher Nunatak im westantarktischen Ellsworthland. Er ist der südlichste der Sky-Hi-Nunatakker.
Das Advisory Committee on Antarctic Names benannte ihn 1987 fälschlich als Kinter Nunatak nach dem US-amerikanischen Physiker Paul M. Kintner Jr. (1946–2010) von der Cornell University, der zwischen 1980 und 1981 auf der Siple-Station Untersuchungen zur Niederfrequenzstrahlung und deren Wechselwirkung durchführte. Das UK Antarctic Place-Names Committee nahm 2002 eine Korrektur der Schreibweise vor.